# Hertel Pharmacy
La Hertel Pharmacy est une ancienne officine de pharmacie américaine à Louisville, dans le Kentucky. Elle est inscrite au Registre national des lieux historiques depuis le 11 février 2021.